# オルガ・シシギナ
オルガ・シシギナ（Olga Shishigina　1968年12月23日 - ）は、100メートルハードルで活躍したカザフスタンの元陸上選手である。彼女は2000年シドニーオリンピックで100メートルハードルの金メダルを獲得し、ほかの多くの国際大会での優勝経験もある。カザフスタン・アルマトイ生まれ。

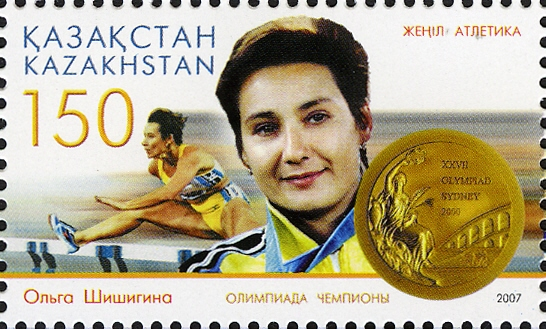
2007年発行の記念切手

なお、シシギナは1996年から1998年までの間、ドーピングのために出場停止処分を受けた。

## 自己ベスト
- 60メートル - 7秒33 （2002年2月17日）
- 100メートル - 11秒13 （2000年5月27日）
- 50メートルハードル - 6秒70 （1999年2月5日、アジア記録）
- 60メートルハードル - 7秒82 （1999年2月21日、アジア記録）
- 100メートルハードル - 12秒44 （1995年6月27日、アジア記録）

## 主な成績
| 年   | 大会               | 場所                       | 種目         | 結果 | 記録   |
| ---- | ------------------ | -------------------------- | ------------ | ---- | ------ |
| 1993 | アジア陸上選手権   | マニラ(フィリピン)         | 100mハードル | 3位  | 13秒57 |
| 1994 | アジア大会         | 広島(日本)                 | 100mハードル | 1位  | 12秒80 |
| 1995 | 世界室内陸上選手権 | バルセロナ(スペイン)       | 60mハードル  | 2位  | 7秒92  |
| 1995 | 世界陸上選手権     | イェーテボリ(スウェーデン) | 100mハードル | 2位  | 12秒80 |
| 1995 | 中央アジア競技大会 | タシケント(ウズベキスタン) | 100mハードル | 1位  | 13秒00 |
| 1998 | アジア大会         | バンコク(タイ)             | 100mハードル | 1位  | 12秒63 |
| 1998 | アジア陸上選手権   | 福岡(日本)                 | 100mハードル | 1位  | 13秒04 |
| 1999 | 世界室内陸上選手権 | 前橋(日本)                 | 60mハードル  | 1位  | 7秒86  |
| 1999 | 世界陸上選手権     | セビリア(スペイン)         | 100mハードル | 4位  | 12秒51 |
| 1999 | 中央アジア競技大会 | ビシュケク(カザフスタン)   | 100m         | 1位  | 11秒78 |
| 1999 | 中央アジア競技大会 | ビシュケク(カザフスタン)   | 100mハードル | 1位  | 13秒27 |
| 2000 | オリンピック       | シドニー(オーストラリア)   | 100mハードル | 1位  | 12秒65 |
| 2001 | 世界室内陸上選手権 | リスボン(ポルトガル)       | 60mハードル  | 4位  | 7秒96  |
| 2001 | 世界陸上選手権     | エドモントン(カナダ)       | 100mハードル | 3位  | 12秒58 |